# Eugene Stoner
Eugene Stoner, ameriški konstruktor, * 22. november 1922, † 24. april 1997.
Eugene Stoner je najbolj znan kot konstruktor jurišne puške AR-15, predhodnice M16A1.